# Royal Uccle Sport
Royal Uccle Sport – belgijski klub piłkarski, mający siedzibę w mieście Bruksela, w stolicy kraju.

## Historia
Chronologia nazw:
- 1901: Uccle Sport
- 1926: Royal Uccle Sport
- 7.07.1990: klub rozwiązano - po fuzji z Royal Uccle-Léopold FC (nr 5)

Piłkarski klub Uccle Sport został założony w gminie Uccle stolicy Bruksela w 1901 roku. Wcześniej w gminie występował klub Olympia. 12 lipca 1905 klub dołączył do Belgijskiego Związku Piłki Nożnej, zwanym wtedy jako Union belge des sociétés de sports athlétiques (UBSSA). W sezonie 1907/08 debiutował w drugiej klasie, zwanej Division 2, gdzie zajął najpierw 6.miejsce w grupie Brabant. W 1909 i 1910 był czwartym. W następnym sezonie najpierw zajął drugie miejsce w drugiej dywizji (Promotion), ale w dodatkowym meczu o mistrzostwo dywizji przegrał 1:1 i 0:1 z Racing de Gand. W sezonie 1913/14 zwyciężył w Promotion i zdobył historyczny awans do Division d'Honneur. Jednak I wojna światowa przeszkodziła debiutować w następnym roku na najwyższym poziomie. Dopiero, po wznowieniu rozgrywek w 1919 zespół debiutował Division d'Honneur, zajmując końcowe 10.miejsce. W sezonie 1920/21 zajął ostatnie 12.miejsce i spadł do Promotion. Po roku wrócił do Division d'Honneur. Powrót był nieudanym, ostatnie 14.miejsce i spadek do Promotion. W 1926 po reorganizacji systemu lig druga klasa otrzymała nazwę Division 1, a trzecia klasa - Promotion. 
W grudniu 1926 roku w belgijskiej piłce nożnej powstał rejestr matriculaire, czyli rejestr klubów zgodnie ich dat założenia. Léopold otrzymał nr rejestracyjny matricule 15. W 1926 roku klub został uznany przez "Société Royale" w związku z czym przemianowany na Royal Uccle Sport. W kolejnych sezonach występował w drugiej klasie (do 1939). Po przerwie związanej z II wojną światową, w sezonie 1941/42 zwyciężył w grupie A Division 1 i awansował po raz drugi do Division d'Honneur. W sezonie 1947/48 po raz ostatni zagrał w najwyższej klasie, ale po zajęciu 15.miejsca został zdegradowany do drugiej dywizji. W 1952 po kolejnej reorganizacji systemu lig klub został zdegradowany dalej do Division 3, ale rok później wrócił do Division 2. Od 1958 zespół grał w trzeciej lub w czwartej klasie, a potem spadł do rozgrywek regionalnych. jedynie wrócił do czwartej dywizji w sezonie 1971/72, ale nie utrzymał się w niej. 7 lipca 1990 roku nastąpiła fuzja z Royal Léopold FC d'Uccle (nr 5), po czym klub przyjął nazwę Royal Uccle-Léopold FC. Po fuzji klub zaprzestał istnieć.

## Sukcesy

### Trofea międzynarodowe
Nie uczestniczył w rozgrywkach europejskich (stan na 31-05-2016).

### Trofea krajowe
| \| \| Zdobyte trofea w rozgrywkach Belgii (stan na: 31-03-2017) \| |                                                           |      |                                                    |
| Rozgrywki                                                          | Osiągnięcie                                               | Razy | Sezon(y)                                           |
| Mistrzostwo                                                        | I miejsce                                                 | 0    |                                                    |
| Mistrzostwo                                                        | II miejsce                                                | 0    |                                                    |
| Mistrzostwo                                                        | III miejsce                                               | 0    |                                                    |
| Mistrzostwo                                                        | 10.miejsce                                                | 1    | 1919/20                                            |
| Puchar                                                             | zdobywca                                                  | 0    |                                                    |
| Puchar                                                             | finalista                                                 | 0    |                                                    |
| Puchar                                                             | ćwierćfinalista                                           | 1    | 1953/54                                            |
| II liga                                                            | I miejsce                                                 | 3    | 1913/14, 1921/22, 1946/47 (A)                      |
| II liga                                                            | II miejsce                                                | 2    | 1935/36 (A), 1945/46 (A)                           |
| II liga                                                            | III miejsce                                               | 4    | 1931/32 (A), 1934/35 (A), 1937/38 (A), 1950/51 (A) |
| Belgia                                                             | Zdobyte trofea w rozgrywkach Belgii (stan na: 31-03-2017) |      |                                                    |

## Stadion
Klub rozgrywał swoje mecze domowe na stadionie Stade Au Merlo w Brukseli, który może pomieścić 1000 widzów. Potem przeniósł się na stadion przy Chaussée de Neerstalle w Uccle.